# ヤール・ムハンマド
ヤール・ムハンマド（Yar Muhammad、生没年不詳）は、アストラハン・ハン国の王族。

## 概要
マンギシュラクの子供で、クチュク・ムハンマドの曽孫。
マンギシュラクと一緒にマー・ワラー・アンナフルに到着し、マンギシュラクの死後、14歳でアシュタルクハン一族の長になった。
1601年にバギシャマル地域でシャイバーニー朝ブハラ・ハン国のピール・ムハンマド2世の軍隊とアシュタルクハン一族の間で起こった戦いの間、ヤール・ムハンマドは長男のジャーニー・ムハンマド・ハンと他の一族と共にサマルカンドを離れなかった。 